# Palau de la Música Catalana
Het Palau de la Música Catalana is een concertgebouw in Barcelona en werd ontworpen door Lluís Domènech i Montaner, een van de architecten die aan de basis stonden van het Catalaans modernisme.
De bouw begon in 1905 en werd voltooid in 1908. De opdrachtgevers waren een groep muziekminnende Catalaanse textielindustriëlen, georganiseerd in een koorgemeenschap, Orfeó Català, met haar oorsprong op verschillende plaatsen in het oude deel van Barcelona. Met bijna 1400 leden in 1905 vond de gemeenschap het tijd voor een centrale plaats voor vocale kunst en legde de eerste steen van het Palau.
De buitenmuren zijn van rode steen, gesteund door pilaren, die evenals de gevel versierd zijn met mozaïek. Op de hoek hangt een groot beeld van Miquel Blay, 'het Catalaans Volkslied' genoemd. Verder staan er bovenaan de façade drie bustes van Palestrina, Bach en Beethoven. Het gebouw beschikt over grote ramen en een omgekeerde gebrandschilderde koepel, die de zaal van natuurlijk licht voorzien, een unicum voor Europa. Boven het podium hangen grote orgelpijpen en er zijn beelden van Richard Wagner en Josep Clavé aanwezig. De zaal heeft 2073 zitplaatsen.
In 1997 werd het gebouw door de UNESCO samen met Hospital de Sant Pau uitgeroepen tot werelderfgoed.
Alhambra, Generalife en Albaicín, Granada ·
Kathedraal van Burgos ·
Historisch centrum van Córdoba ·
Klooster en plaats van het Escorial, Madrid ·
Werken van Gaudí ·
Grot van Altamira en de paleolithische grotkunst van Noord-Spanje ·
Monumenten van Oviedo en het koninkrijk Asturië ·
Oude stad Ávila met de Kerken-buiten-de-Muren ·
Oude stad Segovia en aquaduct ·
Santiago de Compostella (oude stad) ·
Nationaal park Garajonay ·
Historische stad Toledo ·
Mudéjararchitectuur van Aragón ·
Oude stad Cáceres ·
Kathedraal, Alcázar en Archivo General de Indias in Sevilla ·
Oude stad Salamanca ·
Klooster van Poblet ·
Archeologisch ensemble van Mérida ·
Pelgrimsroute naar Santiago de Compostella ·
Koninklijk klooster van Santa Maria de Guadalupe ·
Nationaal park Doñana ·
Historische ommuurde stad Cuenca ·
La Lonja de la Seda van Valencia ·
Las Médulas ·
Palau de la Música Catalana en Hospital de Sant Pau, Barcelona ·
Monte Perdido ·
Kloosters van San Millán Yuso en Suso ·
Prehistorische rotskunst in de Coa Vallei en de Siega Verde ·
Rotskunst van het Middellandse Zeebekken op het Iberisch Schiereiland ·
Universiteit en historische parochie van Alcalá de Henares ·
Ibiza, biodiversiteit en cultuur ·
San Cristóbal de La Laguna ·
Archeologisch ensemble van Tarraco ·
Archeologisch Atapuerca ·
Catalaanse romaanse kerken van de Vall de Boí ·
Palmeral van Elche ·
Romeinse muur van Lugo ·
Cultuurlandschap van Aranjuez ·
Monumentale renaissance-ensembles van Úbeda en Baeza ·
Vizcayabrug ·
Oude en voorhistorische beukenbossen van de Karpaten en andere regio's van Europa ·
Nationaal park El Teide ·
Herculestoren ·
Cultuurlandschap van de Serra de Tramuntana ·
Erfgoed van kwik. Almadén en Idrija ·
Dolmens van Antequera ·
Kalifaatstad Medina Azahara ·
Cultuurlandschap van de Risco Caído en de heilige bergen van Gran Canaria  ·
Paseo del Prado en Parque del Buen Retiro, een landschap van kunst en wetenschap
- Biblioteca Nacional de España: XX115763
- Catàleg d'autoritats de noms i títols de Catalunya: 981058515634806706
- Gemeinsame Normdatei: 4400452-7
- International Standard Name Identifier: 0000 0001 2295 1593
- Library of Congress Control Number: sh96012198
- MusicBrainz: e66d3e90-d1c5-47db-b17f-df61583d8116
- Nationale Bibliotheek van Israël: 987007291430905171
- Système universitaire de documentation: 074597345
- Virtual International Authority File: 128711729